# Alessandro Bavona
Alessandro Bavona (Rocca di Cambio, 11 de maio de 1856 – Viena, 20 de janeiro de 1912) foi um diplomata e prelado italiano da Igreja Católica, que representou a Santa Sé no Brasil.

## Biografia
Filho de Agostino e Elisabetta Lolli Bavona, seu primeiro educador foi seu tio materno Don Benedetto Gialloreti. Depois de completar seus estudos literários no seminário diocesano, mudou-se para Roma, onde seguiu seus estudos teológicos e jurídicos, no final do qual foi ordenado padre.
Foi professor de direito canônico no Pontifício Seminário Romano e minutante da Sagrada Congregação para os Assuntos Extraordinários da Santa Sé. Iniciado na carreira diplomática em maio de 1893, foi nomeado auditor da nunciatura em Madri.
Em 21 de abril de 1901 foi elevado a dignidade de arcebispo, em 13 de julho do mesmo ano foi nomeado pelo Papa Leão XIII ao mesmo tempo delegado apostólico na Bolívia, Equador e Peru, enquanto em 17 de julho foi nomeado arcebispo titular de Farsalo. Foi consagrado nesse mesmo ano, por Pedro Rafael González y Calisto, arcebispo de Quito, coadjuvado por Arsenio Andrade y Landázuri, bispo de Bolívar e por Federico González y Suárez, bispo de Ibarra.
Foi nomeado núncio apostólico no Brasil em 13 de novembro de 1906 pelo Papa Pio X. Durante sua nunciatura no país, foi o responsável pela reorganização eclesiástica no Brasil, ajudando efetivamente na criação de várias províncias eclesiásticas. Para ele, era inadmissível que as dioceses brasileiras tivessem territórios equivalentes a países como a França, a Itália e a Alemanha. Ao comparar o Brasil aos Estados Unidos, México e Canadá, observou a menor quantidade de circunscrições eclesiásticas em proporção à sua extensão territorial e quantidade de católicos, atribuindo essa situação às heranças do regalismo imperial e às resistências do episcopado, que relutava em dividir suas dioceses, preferindo-as com grandes extensões territoriais. Tal postura era vista como contrária à missão episcopal, que deveria estar empenhada no incremento religioso.
Quando foi nomeado como núncio apostólico na Áustria-Hungria, em 2 de fevereiro de 1911, o Brasil estava dividido em oito províncias eclesiásticas (São Salvador da Bahia, São Sebastião do Rio de Janeiro, Belém do Pará, Mariana, São Paulo, Cuiabá, Olinda e Porto Alegre), tendo sido seis criadas pelo papa Pio X, e 29 bispados, uma prelazia, três prefeituras apostólicas e uma missão sui iuris.
Chegando em Viena, infelizmente sua saúde acusou a súbita mudança de clima, do tórrido da América do Sul ao gélido inverno austríaco. Atingido por um ataque de pneumonia, morreu em 20 de janeiro de 1912.